# Lomandra cylindrica
Lomandra cylindrica är en sparrisväxtart som beskrevs av Alma Theodora Lee. Lomandra cylindrica ingår i släktet Lomandra och familjen sparrisväxter. Inga underarter finns listade i Catalogue of Life.